# Thank You Ohlinger's
 (septembre 2013).
Si vous disposez d'ouvrages ou d'articles de référence ou si vous connaissez des sites web de qualité traitant du thème abordé ici, merci de compléter l'article en donnant les références utiles à sa vérifiabilité et en les liant à la section « Notes et références ».
Albums de Buckethead
Pumpkin
(2013) The Pit
(2013)
Thank You Ohlinger's est le 64e album de Buckethead et le 35e volume de la série « Buckethead Pikes »,. Il fut offert en même temps que The Pit le 2 novembre 2013 version numérique et en version limitée (300 exemplaires) consistant d'un album à pochette vierge dédicacée et numérotée de 1 à 300 par Buckethead pour être livré le 22 novembre.
Une version standard a été annoncée, mais n'est toujours pas disponible.

## Liste des titres
| 1.    | Thank You Ohlinger's | 9:19 |
| 2.    | Unopened Boxes       | 5:09 |
| 3.    | Way in the Back      | 2:38 |
| 4.    | Manila Envelopes     | 2:16 |
| 5.    | Alphabetical Order   | 3:00 |
| 6.    | Window Clip          | 3:35 |
| 7.    | Shoe Lock            | 2:30 |
| 8.    | Telling Number       | 3:39 |
| 32:06 |                      |      |